# Matías Garrido
Matías Garrido (San Juan, Argentina, 2 de febrero de 1986) es un futbolista argentino. Juega como mediocampista ofensivo en Desamparados de la división Federal A  de Argentina.

## Estadísticas

### Clubes
| Club                            | Div.          | Temporada     | Liga  | Liga  | Liga   | Copa Nacional | Copa Nacional | Copa Nacional | Torneo Internacional | Torneo Internacional | Torneo Internacional | Total | Total | Total  |
| Club                            | Div.          | Temporada     | Part. | Goles | Asist. | Part.         | Goles         | Asist.        | Part.                | Goles                | Asist.               | Part. | Goles | Asist. |
| ------------------------------- | ------------- | ------------- | ----- | ----- | ------ | ------------- | ------------- | ------------- | -------------------- | -------------------- | -------------------- | ----- | ----- | ------ |
| Atlético Trinidad Argentina     |               |               |       |       |        |               |               |               |                      |                      |                      |       |       |        |
| 3.ª                             | 2005/06       | 16            | 0     | ?     | -      | -             | -             | -             | -                    | -                    | 16                   | 0     | ?     |        |
| Total club                      | Total club    | 16            | 0     | ?     | -      | -             | -             | -             | -                    | -                    | 16                   | 0     | ?     |        |
| Sportivo Desamparados Argentina |               |               |       |       |        |               |               |               |                      |                      |                      |       |       |        |
| 3.ª                             | 2008/09       | ?             | 0     | ?     | -      | -             | -             | -             | -                    | -                    | ?                    | 0     | ?     |        |
| 3.ª                             | 2009/10       | ?             | 3     | ?     | -      | -             | -             | -             | -                    | -                    | ?                    | 3     | ?     |        |
| 3.ª                             | 2010/11       | ?             | 6     | ?     | -      | -             | -             | -             | -                    | -                    | ?                    | 6     | ?     |        |
| 2.ª                             | Promoción     | 2             | 0     | ?     | -      | -             | -             | -             | -                    | -                    | 2                    | 0     | ?     |        |
| Total club                      | Total club    | 98            | 9     | ?     | -      | -             | -             | -             | -                    | -                    | 98                   | 9     | ?     |        |
| Gimnasia de Jujuy Argentina     |               |               |       |       |        |               |               |               |                      |                      |                      |       |       |        |
| 2.ª                             | 2011/12       | 15            | 0     | ?     | 1      | 0             | ?             | -             | -                    | -                    | 16                   | 0     | ?     |        |
| 2.ª                             | 2012/13       | 15            | 0     | ?     | -      | -             | -             | -             | -                    | -                    | 15                   | 0     | ?     |        |
| Total club                      | Total club    | 30            | 0     | ?     | 1      | 0             | ?             | -             | -                    | -                    | 31                   | 0     | ?     |        |
| Juventud Unida (U) Argentina    |               |               |       |       |        |               |               |               |                      |                      |                      |       |       |        |
| 3.ª                             | 2013/14       | 37            | 7     | ?     | 4      | 2             | ?             | -             | -                    | -                    | 41                   | 9     | ?     |        |
| Total club                      | Total club    | 37            | 7     | ?     | 4      | 2             | ?             | -             | -                    | -                    | 41                   | 9     | ?     |        |
| Deportivo Madryn Argentina      |               |               |       |       |        |               |               |               |                      |                      |                      |       |       |        |
| 3.ª                             | 2014          | 13            | 7     | ?     | -      | -             | -             | -             | -                    | -                    | 13                   | 7     | ?     |        |
| Total club                      | Total club    | 13            | 7     | ?     | -      | -             | -             | -             | -                    | -                    | 13                   | 7     | ?     |        |
| Patronato Argentina             | 2.ª           | 2015          | 43    | 10    | ?      | 1             | 0             | ?             | -                    | -                    | -                    | 44    | 10    | ?      |
| Patronato Argentina             | 1.ª           | 2016          | 15    | 2     | 1      | 2             | -             | -             | -                    | -                    | -                    | 17    | 2     | 1      |
| Patronato Argentina             | 1.ª           | 2016/17       | 13    | 0     | 1      |               |               |               |                      |                      |                      | 13    | 0     | 0      |
| Patronato Argentina             | 1.ª           | 2017/18       | 3     | 3     | 0      |               |               |               |                      |                      |                      | 3     | 0     | 0      |
| Patronato Argentina             | Total club    | Total club    | 74    | 12    | ?      | 3             | 2             | ?             | -                    | -                    | -                    | 77    | 12    | ?      |
| Total carrera                   | Total carrera | Total carrera | 268   | 35    | ?      | 8             | 2             | ?             | -                    | -                    | -                    | 376   | 37    | ?      |

## Palmarés

### Campeonatos nacionales
| Título                    | Equipo  | País     | Año  |
| ------------------------- | ------- | -------- | ---- |
| Liga Nacional de Honduras | Olimpia | Honduras | 2019 |
| Liga Nacional de Honduras | Olimpia | Honduras | 2020 |